# L'amansiment de la fúria (pel·lícula)
L'amansiment de la fúria (títol original en anglès: The Taming of the Shrew) és una pel·lícula estatunidenco-italiana de Franco Zeffirelli estrenada el 1967, adaptació de l'obra homònima de William Shakespeare. Ha estat doblada al català.

## Argument
A Pàdua, el signore Baptista desespera de trobar un marit que pugui resistir al caràcter irascible de la seva filla gran Catharina. Ja que d'altra banda es nega a buscar un marit per a la seva petita Bianca abans d'haver trobat un marit per a la primera de les dues germanes. Un dels pretendents de Bianca, Hortensio, rep aviat la visita de Petruchio, un venedor arruïnat originari de Verona que li confia que ha vingut a Pàdua a buscar riquesa i dona . Hortensio li posa llavors al cap de conquerir el cor de Catharina, cosa que li donaria l'ocasió de posar la mà sobre una dot de 20.000 corones d'or.
Petruchio comença llavors a fer cort a la noia, amb problemes. Després d'un matrimoni estrafolari, porta Catharina a casa seva a Verona. Quan la parella torna a Mantua per anar al matrimoni de Bianca amb el jove Lucentio, Catharina s'ha convertit en una esposa tendra i amorosa.

## Repartiment
- Elizabeth Taylor: Catharina
- Richard Burton: Petruchio
- Cyril Cusack: Grumio, el servent de Petruchio
- Michael Hordern: Baptista, el pare de Catarina
- Alfred Lynch: Tranio, el servent de Lucentio
- Alan Webb: Gremio
- Giancarlo Cobelli: el Capellà
- Vernon Dobtcapf:
- Ken Parry:
- Anthony Gardner: Haberdasher
- Natasha Pyne: Bianca, la germana de Katarina
- Michael York: Lucentio
- Victor Spinetti: Hortensio
- Roy Holder: Biondello, el page de Lucentio
- Mark Dignam: Vincentio, el pare de Lucentio

## Premis i nominacions

### Nominacions
- 1968: Oscar a la millor direcció artística per Lorenzo Mongiardino, John DeCuir, Elven Webb, Giuseppe Mariani, Dario Simoni, i Luigi Gervasi
- 1968: Oscar al millor vestuari per Irene Sharaff i Danilo Donati
- 1968: Globus d'Or a la millor pel·lícula musical o còmica
- 1968: Globus d'Or al millor actor musical o còmic per Richard Burton
- 1968: BAFTA a la millor actriu britànica per Elizabeth Taylor
- 1968: BAFTA al millor actor britànic per Richard Burton

## Al voltant de la pel·lícula
- La relació explosiva entre Catharina i Petruchio a la pel·lícula recorda la parella formada per Elizabeth Taylor i Richard Burton, com els protagonistes de qui té por de Virginia Woolf? l'any precedent. El 1929, una altra parella d'actors amb relacions tempestuoses havia aparegut en la primera adaptació filmada de l'obra; es tractava de Mary Pickford i de Douglas Fairbanks.
- Franco Zeffirelli havia pensat en principi en Sophia Loren i en Marcello Mastroianni per als papers de Catarina i de Petruchio.
- Encara que no surten en els crèdits, Elizabeth Taylor i Richard Burton han coproduït la pel·lícula desembutxacant cadascun 1 milió de dòlars.
- El vestit que porta Elizabeth Taylor en el monòleg final de Catarina és inspirat d'una pintura de Lorenzo Lotto, pintada en 1533 i titulada Retrat de senyora Lucrècia . Se la pot veure a la Nacional Gallery de Londres.
- El rodatge va tenir lloc en un estudi romà de Dino De Laurentiis del 21 de març al 6 d'agost de 1966.